# نيفيل فرانكل
نيفيل فرانكل (بالإنجليزية: Neville Frankel)‏ هو كاتب جنوب أفريقي، ولد في 7 ديسمبر 1948 في جوهانسبرغ في جنوب أفريقيا.